# Sungai Merah
Sungai Merah is een bestuurslaag in het regentschap Sarolangun van de provincie Jambi, Indonesië. Sungai Merah telt 3251 inwoners (volkstelling 2010).